# 過載繼電器

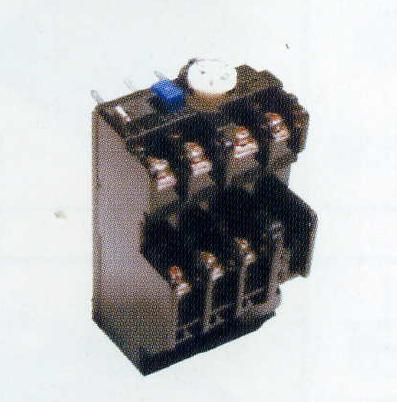
標準過載繼電器外觀，上方旋鈕可調整保護負載電流

过载继电器，是做為過熱過載電流保護的電控元件，通常裝設於接触器後方，並做為防止高功率馬達電流過載之用途。

## 專業用語
过载继电器英文是Thermal Relay又稱為Overload relay、Over Current Relay，英文代號是TH-RY或O‧L，中文又常譯作熱動繼電器、過電流繼電器、積熱繼電器。繼電器(英文：Relay)也稱為電驛，因此工業用語也常稱為過載電驛、積熱電驛、热继电器。

## 動作原理
过载继电器利用雙金屬片作為電動機之過負載保護用，當電動機發生過載時，使串聯於主電路的發熱元件發熱，並使鄰近的雙金屬片(bimetal)受熱而彎曲，致使接點被頂開，電動機控制迴路因此被切斷，而電動機也隨之斷電，以達到保護之目的，因此與一般繼電器功能與使用上有很大不同。
雙金屬片是指兩種不同膨脹係數之金屬疊合而成，當電路負載電流超過設定標準時，串聯在主電路之電阻產生熱量使雙金屬片受熱，膨脹係數較大的金屬片伸長較多，而較小的金屬片伸長較少，故雙金屬片即成彎曲狀而推動斷迴路用的接點，並導通警報用迴路接點。

## 使用事項
- 過載繼電器只能作為控制電動機的過載保護，不能作為短路保護。
- 裝設時必須了解保護對象的額定電流，選擇規格必須為額定電流的+20%。
- 通常直接裝設於電動機的啟動接触器(Magnetic Contactor)之後。
- 當電流過高或者因負載電流超過設定時，就會啟動過載繼電器而斷迴路，雖然可藉由重設紐回復通路，但如果裝置過載繼電器啟動時，不可任意調高設定電流，應查明過載原因，否則極易燒毀被保護之裝置。